# Batalla del río Magdalena
La batalla del río Magdalena (también llamada batalla de los Obispos) fue un enfrentamiento naval ocurrido en el contexto de la Guerra de los Mil Días el 24 de octubre de 1899 entre las fuerzas liberales insurrectas y las nacionalistas gubernamentales, con la victoria de estas últimas, en esta batalla el comandante Diego de Castro, logró sobresalir del resto.

## Antecedentes
El 17 de octubre se produjo el alzamiento del Partido Liberal Colombiano en El Socorro (Departamento de Santander). Rápidamente lanzaron ataques contra las poblaciones y ciudades más cercanas, antes de que el gobierno pudiera preparar su defensa. Al avanzar hasta Barranquilla el gobierno ya había enviado mil soldados a defenderla. Enterados, los liberales reunieron una importante fuerza de voluntarios y regulares con siete embarcaciones fluviales y un draga tomada por el médico liberal Julio E. Vengoechea el 19 de octubre para bloquear el río Magdalena. Grupos de liberales armados con machetes atacaron pequeñas unidades militares, logrando robar sus armas y consiguiendo que algunos soldados cambiaran de bando. La flotilla rebelde era muy pequeña para atacar las ciudades portuarias de Barranquilla o Cartagena de Indias, y además debía primero llegar a la costa caribeña, por lo que decidió tomar Gamarra para tener el paso libre por el río Magdalena hasta el mar y así poder reclutar más hombres y tomar territorio en la Región Caribe.
El general Francisco J. Palacio, comandante de la Tercera División del Ejército de Colombia, ordenó al general Diego de Castro restablecer el control del Magdalena y prescindir de la flotilla Liberal. Castro comandaba dos cañoneras, la Hércules y la Colombia, y sorteaba los obstáculos que los rebeldes hundían en el Magdalena antes de remontar río arriba para enfrentarse a los liberales.

## La batalla

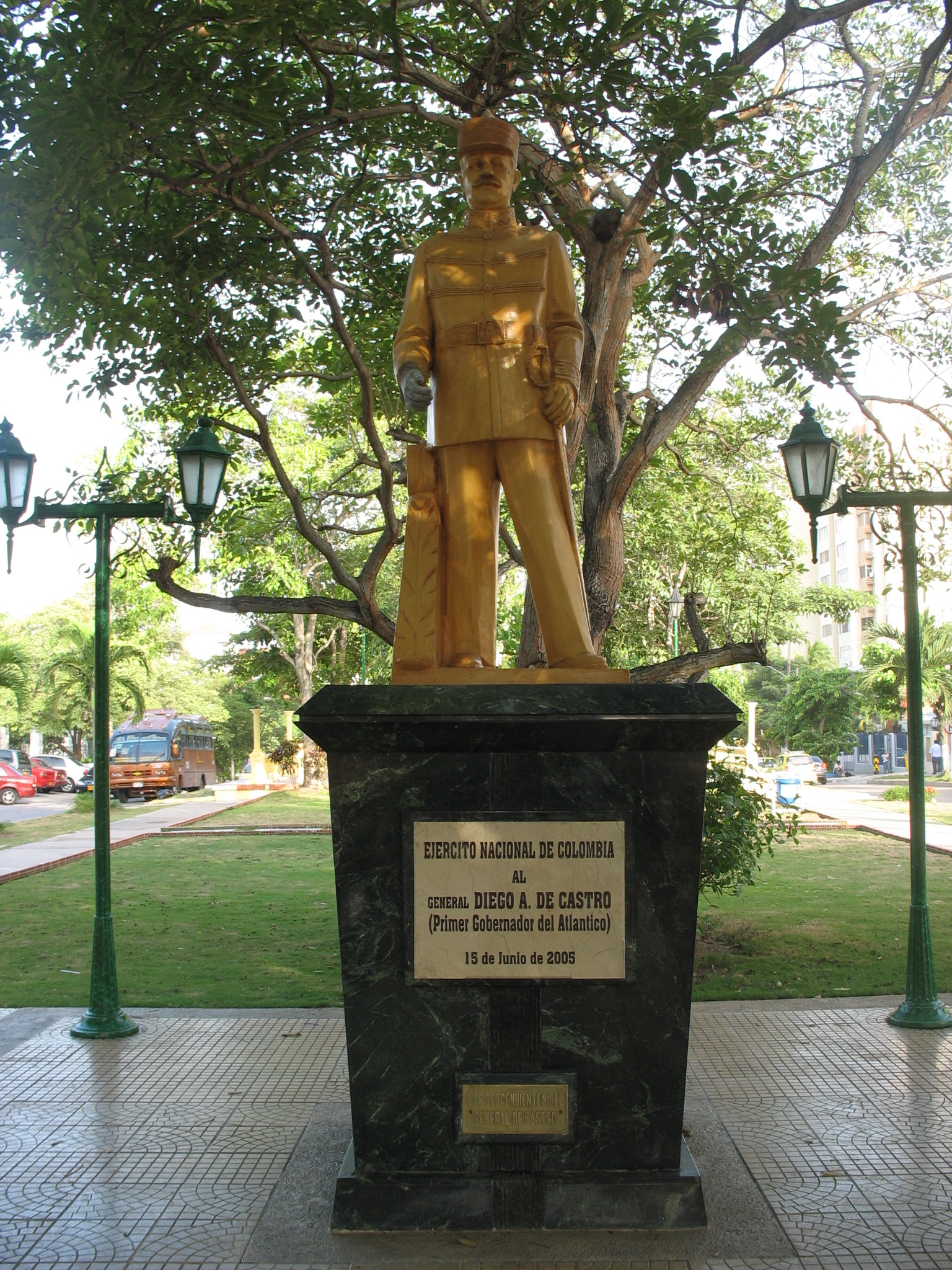
Estatua de Diego de Castro en Barranquilla quien comando a la flota del gobierno durante la batalla.

En la noche del 24 de octubre de 1899, las dos flotas se enfrentaron. La flotilla Liberal incluía a la draga Cristóbal Colón y siete vapores de pasajeros, Barranquilla, Cisneros, Gieseken, Elena, Magdalena, Elbers y Antioquia. Mientras Hércules y Colombia se unificaban bajo el mando de Castro, un grupo de destacados liberales (Domiciano Nieto,Manuel Vásquez,Nicanor Guerra y Efraín Mejía) que se autodenominaban generales, compartían el control de la flota rebelde. 
El Hércules estaba armado con una ametralladora Maxim en la proa y un Hotchkiss en la popa, así como con una ametralladora Colt-Browning M1895; Colombia había sido reparada recientemente y estaba equipada con un solo cañón. Los liberales carecían de armamento moderno, armados principalmente con rifles, machetes y cartuchos de dinamita.
La noche llegó con los líderes liberales estaban confiados y decidieron dividir sus fuerzas en dos columnas para acabar con el enemigo. En las primeras horas los cañones de los buques gubernamentales obligaron a retroceder a los rebeldes pero el Colombia no respeto el orden de batalla del general Castro por lo quedó vulnerable a la flota liberal. A las 23:20 horas tres pequeñas embarcaciones liberales atacaron al Colombia que empezó a abrir fuego hasta que su principal cañón fue destruido por un certero disparo enemigo. A partir de entonces la tripulación gubernamental entabló un desesperado combate para impedir que el navío fuera abordado por los insurrectos. Sin embargo, la principal acción sucedió con el Hércules que fue atacado por cuatro embarcaciones alzadas.
El buque gubernamental abrió fuego contra sus enemigos pero estos no se detuvieron, cuando estaban lo suficientemente cerca, el mayor barco liberal, el Cristóbal Colón, intento abordarlo pero el Hércules giro impidiendo la acción. Viendo su oportunidad, Bajo las órdenes de Nieto el navío rebelde llamado Elena intento abordar a su rival pero en la confusión choco con el Cristóbal Colón matando a todos en la cubierta.
Hércules mantuvo a raya al resto de la flota liberal con sus ametralladoras y cañones. El Hércules aprovechó de cañonear al Cisneros, donde iban la mayoría de los jefes rebeldes, matando a casi todos a bordo y hundiendo el navío, Al perder a sus líderes los rebeldes se retiraron y el Hércules pudo ir a socorrer al Colombia forzando a sus atacantes a escapar los buques liberales restantes encallaron, El combate naval había terminado tras sólo media hora de lucha.

## Consecuencias
Las consecuencias de la batalla fueron importantísimas, ya que desarticuló por completo a la flotilla liberal y si bien no impidió que la rebelión se extendiera por todo el país, si permitió al gobierno el control clave sobre el Magdalena, el río más importante del país, aislando además, a los insurrectos de Santander de los alzados en Tolima y Cauca.
Esto llevó a los liberales a atacar a Girardot en un intento de controlar el cruce del río (29 de octubre), que fue un total fracaso, finalmente la principal columna liberal en Tolima (del general Vicente Carrera) fue destruida en batalla el 14 de noviembre en San Luis, muriendo Carrera. Forzándolos a formar guerrillas desde entonces.